# Loch Lomond (Whiskybrennerei)
Loch Lomond ist eine Destillerie für Whisky im Städtchen Alexandria am Südzipfel des gleichnamigen Sees Loch Lomond in den schottischen Midlands.

## Geschichte
Die Destillerie Loch Lomond wurde durch die amerikanische Littlemill Distillery Company im Jahre 1966 gegründet. 1984 wurde die Destillerie geschlossen und ging 1985 in den Besitz der Familie Bulloch über, die bereits seit 1842 im Spirituosengeschäft aktiv ist. 1987 erfolgte die Wiedereröffnung. Im Jahr 1993 wurde eine Coffey still hinzugefügt. Die Loch Lomond Distillery Co. ist heute das einzige Unternehmen in Schottland, das sowohl Malt als auch Grain Whisky in einer Destillerie produziert und daher einen Single Blend anbieten kann.
Die Eigentümer der Loch Lomond Distillery erwarben 1994 auch Glen Scotia in Campbeltown. Im Jahr 2019 kauft die Hillhouse Capital Group, eine Investorenfirma aus China, nicht nur Loch Lomond Distillers Ltd., sondern die gesamte Loch Lomond Group mit ihren beiden Brennereien Loch Lomond und Glen Scotia.
Die Marke wurde auch durch die Comic-Serie Tim und Struppi von Hergé bekannt, in der sowohl die Figur Kapitän Haddock als auch Tims treuer Hund Struppi gern einen Whisky namens Loch Lomond trinken. Allerdings hat Hergé die Marke unabhängig von der realen Destillerie erfunden, denn diese ist jünger.

## Produktion

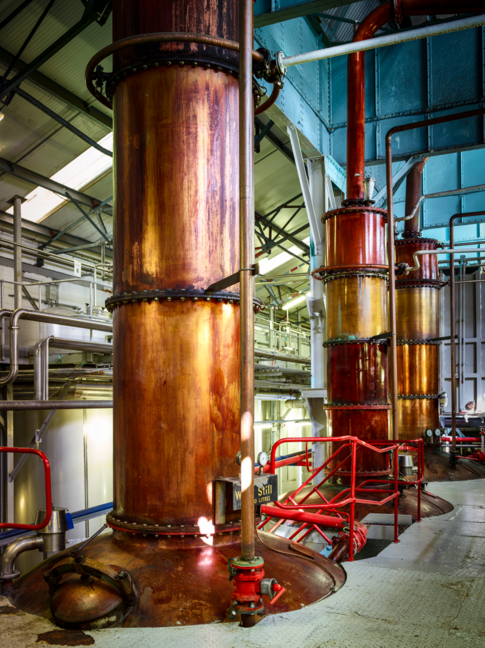
Loch Lomond still

Loch Lomond besitzt 2 traditionelle Pot Stills, sechs Lomond-Stills, ebenfalls Pot Stills, die jedoch im Hals Böden haben ähnlich den Coffey Stills. 
Zusätzlich wurde 1993 eine Coffey Still zur Grain Whisky Produktion hinzugefügt, die eine kontinuierliche Produktion von Whisky erlaubt, im Gegensatz zum Batch Verfahren der Pot Stills. Diese werden nur im Malt Whisky Bereich eingesetzt.

## Produkte

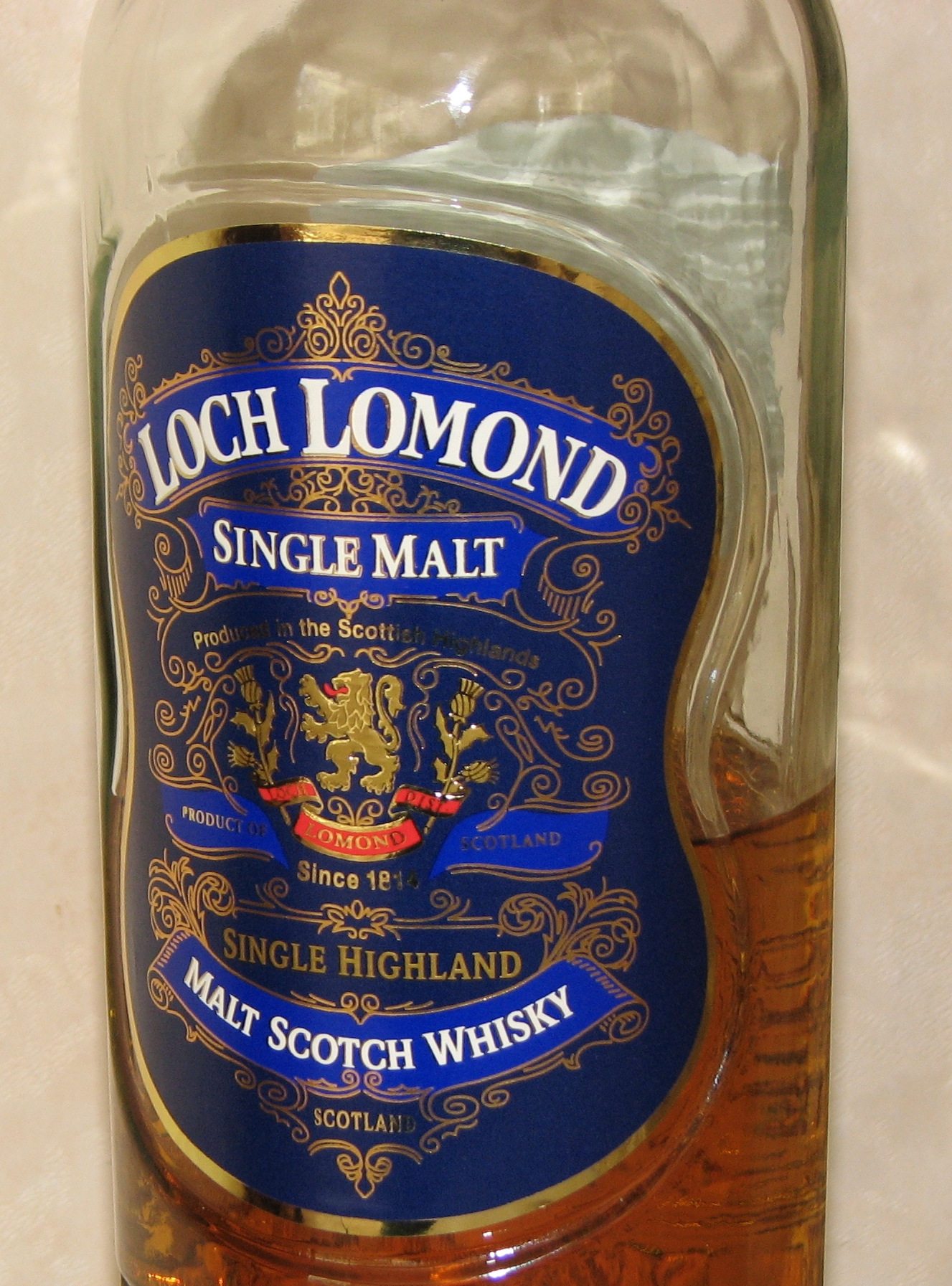
Loch-Lomond-Etikett bis 2014

Die Brennerei stellt Single-Malt-Whisky unter verschiedenen Namen mit unterschiedlichem Charakter her: Loch Lomond, Craiglodge, Croftengea, Glen Douglas, Inchmoan, Inchmurrin, Inchfad und Old Rhosdhu.
Wichtige Produkte von Loch Lomond sind der Blend High Commissioner Blended Scotch Whisky sowie der Wodka Glen’s Vodka.